# Kabupaten Aceh Tenggara
Kabupaten Aceh Tenggara es una de las Regencias o Municipios (kabupaten) localizado en la provincia de Aceh en Indonesia. El gobierno local del kabupaten y la capital se encuentra en la ciudad de Kutacane.

## Geografía
El kabupaten de Aceh Tenggara comprende una superficie de 4.231,41 km² y ocupa parte del norte de la isla de Sumatra. Limita por el norte con el Kabupatan Gayo Lues, por el este con el Kabupaten Aceh Selatan, Kabupaten Aceh Singkil y la provincia de Sumatra Septentrional, y por el Oeste con el Kabupaten Aceh Selatan Se localiza en la costa este de la provincia de Aceh. La población se estima en unos 169.053 habitantes. Es una zona montañosa y tiene como principal atractivo el parque nacional Gunung Lauser.

El kabupaten se divide a su vez en 11 Kecamatan, 138 Kelurahan / Desa.

## Lista de Kecamatan
1. Babul Makmur
2. Babul Rahmat
3. Babussalam
4. Badar
5. Bambel
6. Bukit Tusam
7. Darul Hasanah
8. Lawe Alas
9. Lawe Bulan
10. Lawe Sigala-Gala
11. Semadam